# 1858년 미국 하원의원 선거
1858년 미국 하원의원 선거는 1858년 미국에서 치러진 하원의원 선거로, 공화당이 제1당으로 등극한다

## 선거 결과
| 정당   | 의석수 |
| ------ | ------ |
| 공화당 | 114석  |
| 민주당 | 101석  |
| 야당   | 17석   |
| 미국당 | 6석    |
| 합계   | 238석  |